# Aaron Abrahams Beer
 Aaron Abrahams Beer (* vor 1685 in Frankfurt am Main; † 1740 in Aurich) war ein deutsch-jüdischer Finanzmann, Münzmeister und Rabbiner.

## Leben
Beers Geburtsdatum ist nicht bekannt. Sein Vater Abraham Beer Oppenheim zum goldenen Einhorn kam aus der in Frankfurt ansässigen jüdischen Familie Haas-Kann. Er hatte einen Onkel namens Aaron Beer zum Einhorn, gemäß Literatur auch „zum Pelikan“, der als kurpfälzischer Hofresident diente. Dieser war am kurpfälzischen Hof und weiteren Fürstenhöfen tätig, Hoffinanzier des Markgrafen von Brandenburg-Bayreuth und Korrespondenzbankier des Hoffaktors Meyer Calmans aus Aurich.
1685 beauftragte Aaron Beer zum Einhorn seinen Sohn Emanuel, in Aurich mehrere Forderungen zu klären, die den Hof des Grafen von Ostfriesland betrafen. Aaron Abrahams Beer begleitete seinen Neffen und ließ sich in Aurich nieder. Wenig später ehelichte er eine Tochter Meyer Calmans‘, der im Folgejahr starb. Danach arbeitete er als Hoffaktor der Regentin Christine Charlotte und anschließend in gleicher Funktion für die Fürsten der Cirksena. Als Hofjude des Fürsten Christian Eberhard wurde er mit Silberlieferungen für die Münze betraut. Beide schlossen Münzverträge, gemäß denen Beer beispielsweise 1694 als Gewicht 40.000 Mark ausmünzen musste. Dafür hatte er an den Fürsten einen vereinbarten Schlagschatz zu entrichten, der den eigentlichen Gewinn des Geschäftes beinhaltete. Da Beer die Münzen auf eigenes Risiko in Umlauf bringen musste, bestand für ihn ein Anreiz, geringwertige Münzen zu prägen, um somit eine möglichst hohe Anzahl an Münzen aus dem Rohmaterial zu gewinnen. Aufgrund von Denunziationen wegen mutmaßlich minderwertiger Münzen kam es in den 1690er Jahren zu Ermittlungen gegen Beer und den damaligen Münzmeister Bornepohl, die jedoch ergebnislos endeten.
Beers Hauptgeschäft war, den Hof des Fürsten und dessen Verpflichtungen zu finanzieren. Der Fürst erhielt von den mit der ostfriesischen Steuerhoheit versehen Landständen eine jährliche Apanage über 12.000 Reichstaler. Die Zahlungen blieben aber mitunter aus und genügten dem Fürsten nicht für ein standesgemäßes Leben am Hof. Als Hofjude musste Beers dafür sorgen, dass der Fürst die fehlenden Mittel erhielt. Dies geschah durch sogenannte Assignationen. Es handelte sich hierbei um Schuldverschreibungen auf kommende Einnahmen, die der Fürst erhielt oder die die Landstände zusagten. Damit sollten die konstant steigenden Wechselkredite bedient werden. Dies war nur mit Beers guten Kontakten zu ausländischen Finanziers, bei denen es sich zumeist um Juden handelte, möglich.
Über die Geschäfte mit Münzen hinaus hatte Beer eine Tabakmanufaktur in Esens sowie eine Grube für Potterde in Middels.
Beers übernahm auch das Amt des Parnas der ostfriesischen Juden und Rabbiner. Er verhandelte mit dem Fürsten, weniger Generaljudengeleit zahlen zu müssen. Dabei schuf er einen großen und beeindruckenden Schriftsatz, in dem er dem Fürsten Georg Albrecht seine Meinung zum Entwurf eines neuen Generalgeleits von 1708 mitteilte. Als Person jüdischen Glaubens war Beer für seine Zeit äußerst emanzipiert. Er besaß Kenntnisse über rabbinische Wissenschaften und das Gemeine Recht. Er konnte Hochdeutsch sprechen und schreiben, sein Schwiegervater Meyer Calmans hingegen unterzeichnete in hebräischer Schrift.
Beer selbst bezeichnete sich als „Aaron ben Abraham Oppenheim“. Eine entsprechende Inschrift ist auch auf seinem Grabstein nachzulesen, der sich auf dem Jüdischen Friedhof von Norden befindet. Beer hinterließ einen Sohn namens Abraham, der wie sein Enkel Isaak als ostfriesischer Landrabbiner wirkte. Das Amt hatte die Familie bis 1808 inne.